# Rabotrath
Rabotrath of Rabotraedt (Nederlands: Raboraat) is een gehucht in de gemeente Lontzen in de Duitstalige Gemeenschap in de Belgische provincie Luik.

## Geschiedenis en naam
Tot de opheffing van het hertogdom Limburg hoorde Rabotrath tot de Limburgse hoogbank Walhorn. Net als de rest van het hertogdom werd Rabotrath bij de annexatie van de Zuidelijke Nederlanden door de Franse Republiek in 1795 opgenomen in het toen gevormde departement Ourthe.
Het achtervoegsel "raedt" in de plaatsnaam is een spellingsvariant op het Middelnederlandse woord rode of rade (vergelijk Kerkrade). Het verwijst naar gerooid land, land dat door het rooien van bomen geschikt is gemaakt voor bebouwing. Rabotraedt is de oorspronkelijk naam van deze plaats en deze naam is in de periode dat de plaats, als onderdeel van de Oostkantons, tijdelijk was afgestaan aan het Duitse Keizerrijk door de Duitse overheid verduitst naar Rabotrath. De lokale bevolking gebruikt echter nog steeds deze lokale Platdietse naam.

## Taal
Naast het in het onderwijs en door de plaatselijke overheid gebruikte Duits spreekt de plaatselijke bevolking het regionale dialect Platdiets; een Limburgs dialect. Rabotrath of Rabotraedt wordt daarom wel gerekend tot de Platdietse streek. 

## Bezienswaardigheden
- Sint-Quirinuskapel

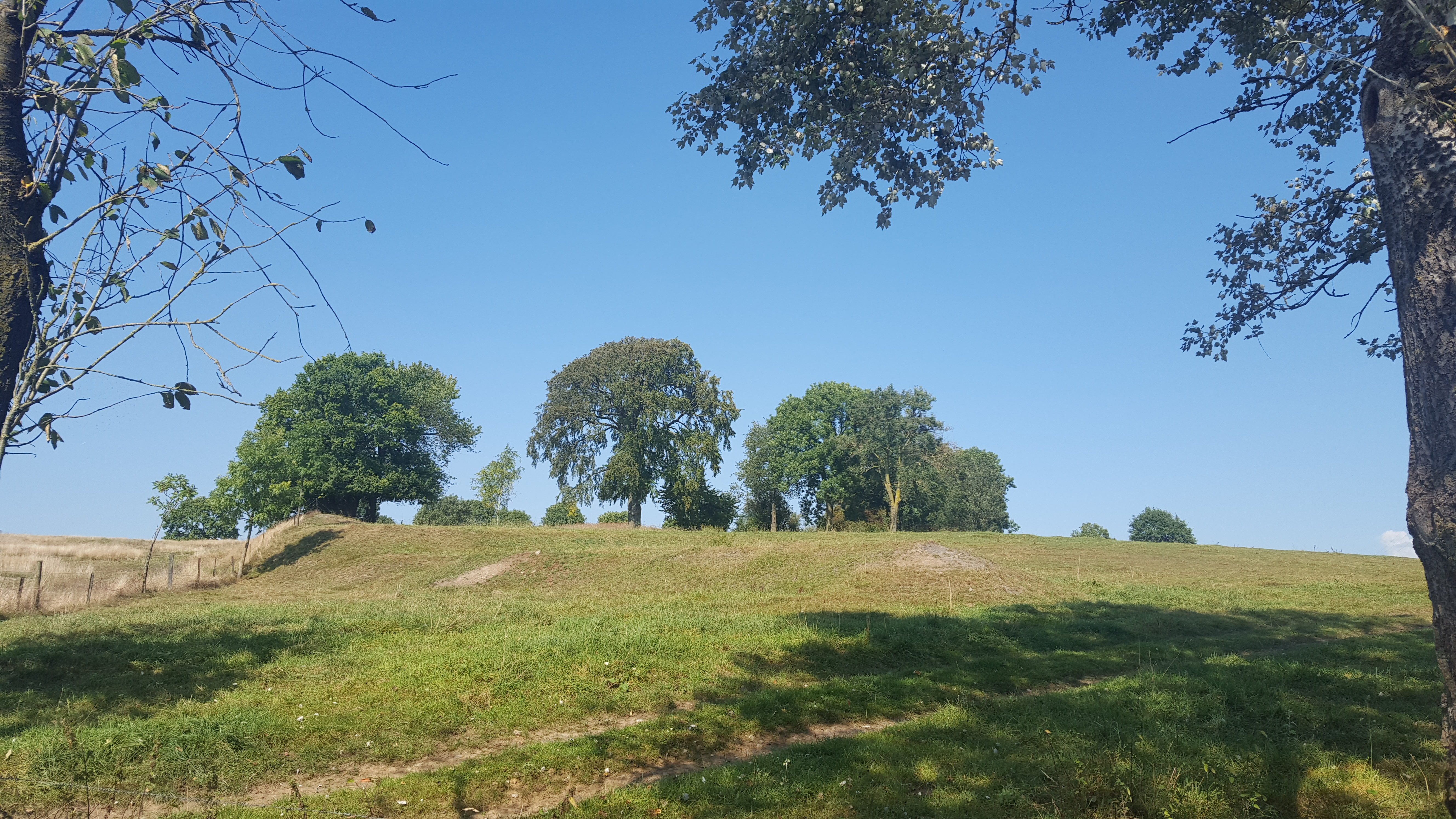
Zinkmijn van Rabotrath
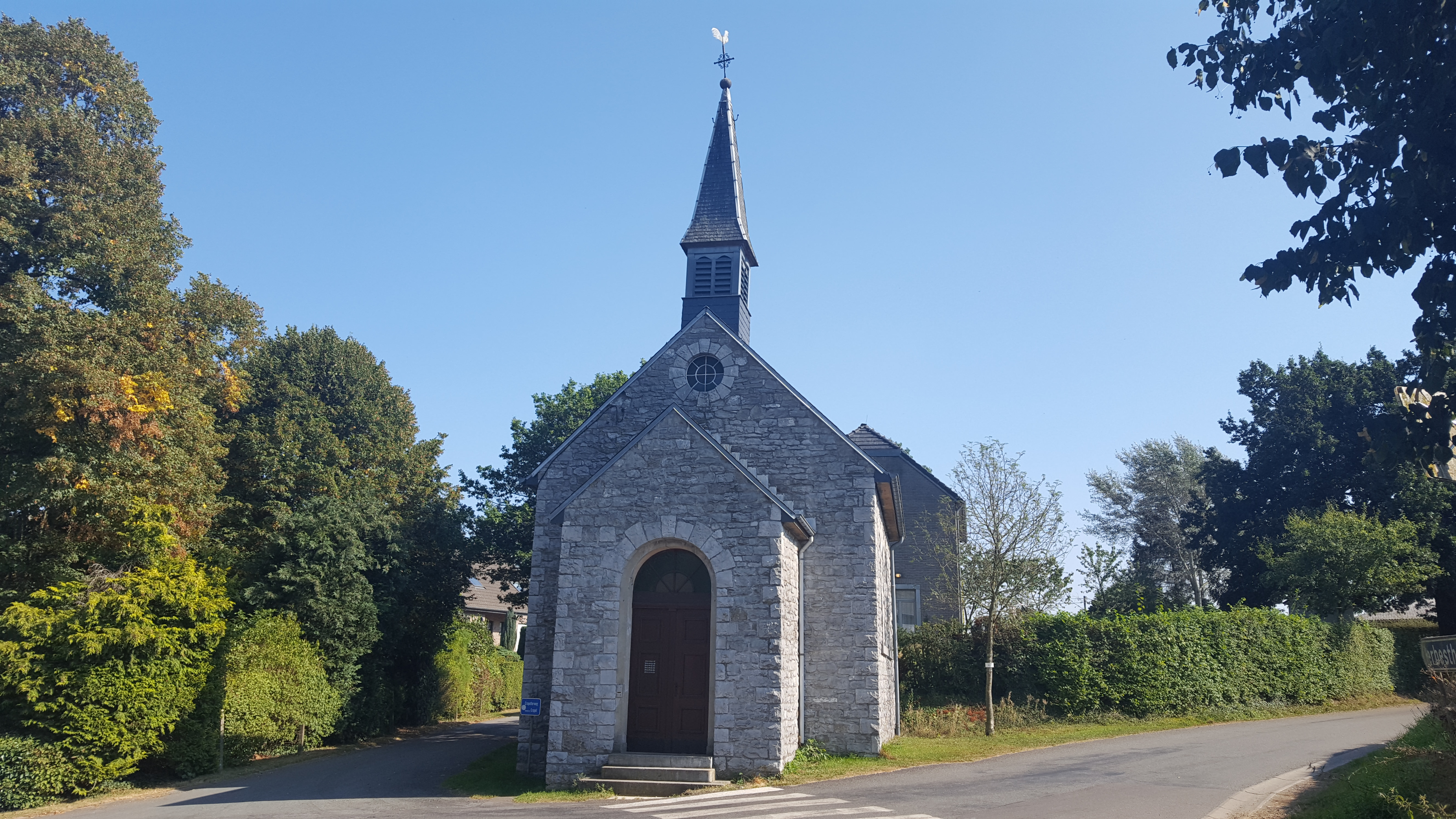
Sint-Quirinuskapel

- Zinkmijn van Rabotrath
- Sint-Quirinuskapel